# Indianapolis 500 2017
Das 101st Indianapolis 500 presented by PennGrade Motor Oil ist ein Rennen der IndyCar Series, welches am 28. Mai 2017 auf dem Indianapolis Motor Speedway in Speedway, Indiana stattfand. Es war das sechste Rennen der Saison 2017.
Das Training für das Rennen begann am 15. Mai und die Qualifikationen fanden am 20. und 21. Mai statt. Der Carb Day, traditionell der letzte Trainingstag, war am 26. Mai. Am selben Tag fand auch das Freedom 100 der Indy Lights statt.

## Hintergrund
Das Rennen war das dritte und zugleich auch das letzte Indianapolis 500, in welchem die Aero-Kits der beiden Hersteller Chevrolet und Honda am Dallara DW12 verwendet wurden. Ab der Saison 2018 wird die IndyCar auf ein Einheitskit wechseln. Zudem wurden die Chassis aus der Saison 2016 eingefroren, es wurden also die gleichen Aero-Kits wie im Vorjahr verwendet.

## Teilnehmer

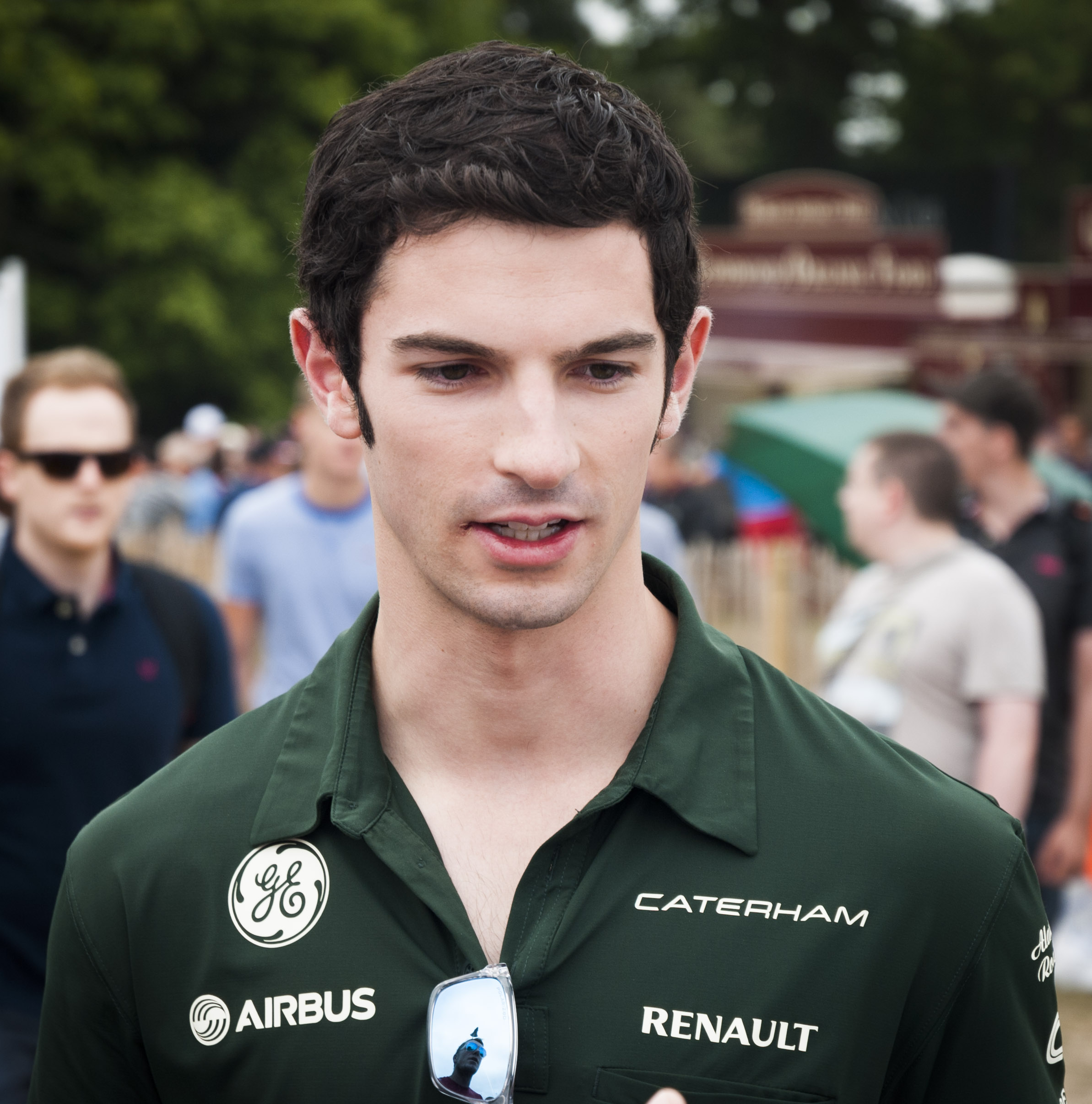
Alexander Rossi (hier 2013 in Goodwood) ging als Vorjahressieger ins Rennen.

Das 21 Fahrzeuge umfassende Fahrerfeld der IndyCar Series wurde für das Indianapolis 500 traditionell auf 33 Fahrer erweitert. Als Besonderheit galt, dass mit dem zweifachen Formel-1-Weltmeister Fernando Alonso zum ersten Mal seit den 1960er Jahren ein aktiver Pilot der Formel-1-Weltmeisterschaft am Rennen teilnahm. Alonso trat mit Unterstützung von McLaren für Andretti Autosport an und ließ den am selben Tag stattfindenden Großen Preis von Monaco aus.
Vier Rookies nahmen an dem Event teil. Neben Alonso waren dies Jack Harvey, Ed Jones und Zach Veach.
Bedingt durch einen Unfall in der Qualifikation, bei dem sich Sébastien Bourdais verletzt hatte, wurde der Wagen mit der Startnummer 18 für den Rest der Veranstaltung von James Davison übernommen.
| Nr. | Fahrer                           | Team                                        | Hersteller |
| --- | -------------------------------- | ------------------------------------------- | ---------- |
| 1   | Simon Pagenaud                   | Team Penske                                 | Chevrolet  |
| 2   | Josef Newgarden                  | Team Penske                                 | Chevrolet  |
| 3   | Hélio Castroneves S              | Team Penske                                 | Chevrolet  |
| 4   | Conor Daly                       | A. J. Foyt Enterprises                      | Chevrolet  |
| 5   | James Hinchcliffe                | Schmidt Peterson Motorsports                | Honda      |
| 7   | Mikhail Aleshin                  | Schmidt Peterson Motorsports                | Honda      |
| 8   | Max Chilton                      | Chip Ganassi Racing                         | Honda      |
| 9   | Scott Dixon S                    | Chip Ganassi Racing                         | Honda      |
| 10  | Tony Kanaan S                    | Chip Ganassi Racing                         | Honda      |
| 11  | Spencer Pigot                    | Juncos Racing                               | Chevrolet  |
| 12  | Will Power                       | Team Penske                                 | Chevrolet  |
| 14  | Carlos Muñoz                     | A. J. Foyt Enterprises                      | Chevrolet  |
| 15  | Graham Rahal                     | Rahal Letterman Lanigan Racing              | Honda      |
| 16  | Oriol Servià                     | Rahal Letterman Lanigan Racing              | Honda      |
| 17  | Sebastián Saavedra               | Juncos Racing                               | Chevrolet  |
| 18  | Sébastien Bourdais James Davison | Dale Coyne Racing                           | Honda      |
| 19  | Ed Jones R                       | Dale Coyne Racing                           | Honda      |
| 20  | Ed Carpenter                     | Ed Carpenter Racing                         | Chevrolet  |
| 21  | J. R. Hildebrand                 | Ed Carpenter Racing                         | Chevrolet  |
| 22  | Juan Pablo Montoya S             | Team Penske                                 | Chevrolet  |
| 24  | Sage Karam                       | Dreyer & Reinbold Racing                    | Chevrolet  |
| 26  | Takuma Satō                      | Andretti Autosport                          | Honda      |
| 27  | Marco Andretti                   | Andretti Autosport mit Yarrow               | Honda      |
| 28  | Ryan Hunter-Reay S               | Andretti Autosport                          | Honda      |
| 29  | Fernando Alonso R                | McLaren-Honda-Andretti                      | Honda      |
| 40  | Zach Veach R                     | A. J. Foyt Enterprises                      | Chevrolet  |
| 44  | Buddy Lazier S                   | Lazier Racing Partners                      | Chevrolet  |
| 50  | Jack Harvey R                    | Michael Shank Racing mit Andretti Autosport | Honda      |
| 63  | Pippa Mann                       | Dale Coyne Racing                           | Honda      |
| 77  | Jay Howard                       | Schmidt Peterson Motorsports                | Honda      |
| 83  | Charlie Kimball                  | Chip Ganassi Racing                         | Honda      |
| 88  | Gabby Chaves                     | Harding Racing                              | Chevrolet  |
| 98  | Alexander Rossi S                | Andretti Herta Autosport mit Curb Agajanian | Honda      |

- S ehemalige Sieger des Indy 500.
- R Indy 500 Rookie

## Zeitplan
| Mon         | Die         | Mit           | Don                       | Fre                              | Sam                          | Son                 |
| ----------- | ----------- | ------------- | ------------------------- | -------------------------------- | ---------------------------- | ------------------- |
| 1           | 2           | 3 Testfahrten | 4                         | 5                                | 6 Mini-Marathon              | 7                   |
| 8           | 9           | 10            | 11 Road to Indy Training  | 12 IndyCar Grand Prix Qualifying | 13 IndyCar Grand Prix Rennen | 14                  |
| 15 Training | 16 Training | 17 Training   | 18 Training               | 19 Training Fast Friday          | 20 Qualifying                | 21 Qualifying       |
| 22 Training | 23          | 24            | 25 Indy Lights Qualifying | 26 Carb Day Freedom 100          | 27 Legends Day Parade        | 28 Indianapolis 500 |
| 29          | 30          | 31            |                           |                                  |                              |                     |

| \| Farbe \| Bedeutung \| \| ---------- \| ----------------- \| \| Grün \| Training \| \| Dunkelblau \| Qualifying \| \| Silber \| Rennen \| \| Rot \| Regen* \| \| Leer \| Keine Aktivitäten \| * Wenn keine Aktivitäten aufgrund Regens stattfinden konnten. |                   |
| Farbe | Bedeutung         |
| Grün | Training          |
| Dunkelblau | Qualifying        |
| Silber | Rennen            |
| Rot | Regen*            |
| Leer | Keine Aktivitäten |

| Farbe      | Bedeutung         |
| ---------- | ----------------- |
| Grün       | Training          |
| Dunkelblau | Qualifying        |
| Silber     | Rennen            |
| Rot        | Regen*            |
| Leer       | Keine Aktivitäten |

- Quellen: 101st Running of the Indy 500 presented by PennGrade Motor Oil Event Schedule & Road to Indy.

## Testfahrten

### Privater Test, 24. März 2017
Ein privater Test, hauptsächlich für Fahrzeuge mit Honda-Antrieben, war für den 25. März geplant. Jedoch wurde dieser aufgrund der Wetterprognosen um einen Tag nach vorne verschoben und fand am 24. März statt. Chip Ganassi Racing, Rahal Letterman Lanigan Racing und Schmidt Peterson Motorsports (alle Honda), testeten zusammen mit dem Team Penske (Chevrolet). Elf Fahrer nahmen teil. Dabei kam es zu keinen Zwischenfällen. Die Rundenzeiten wurden nicht veröffentlicht.
| Nummer | Fahrer            | Team                           | Hersteller |
| ------ | ----------------- | ------------------------------ | ---------- |
| 1      | Simon Pagenaud    | Team Penske                    | Chevrolet  |
| 2      | Josef Newgarden   | Team Penske                    | Chevrolet  |
| 3      | Hélio Castroneves | Team Penske                    | Chevrolet  |
| 5      | James Hinchcliffe | Schmidt Peterson Motorsports   | Honda      |
| 7      | Mikhail Aleshin   | Schmidt Peterson Motorsports   | Honda      |
| 8      | Max Chilton       | Chip Ganassi Racing            | Honda      |
| 9      | Scott Dixon       | Chip Ganassi Racing            | Honda      |
| 10     | Tony Kanaan       | Chip Ganassi Racing            | Honda      |
| 12     | Will Power        | Team Penske                    | Chevrolet  |
| 15     | Graham Rahal      | Rahal Letterman Lanigan Racing | Honda      |
| 83     | Charlie Kimball   | Chip Ganassi Racing            | Honda      |

### Privater Test, 2. April 2017
Ursprünglich war geplant, dass die Chevrolet-Teams am 1. April einen Test durchführen würden. Wegen zu kalter Temperaturen wurde der Test auf den 2. April verschoben. Während des Tests kam es zu keinen Vorfällen.
| Nummer | Fahrer            | Team                   | Hersteller |
| ------ | ----------------- | ---------------------- | ---------- |
| 1      | Simon Pagenaud    | Team Penske            | Chevrolet  |
| 2      | Josef Newgarden   | Team Penske            | Chevrolet  |
| 3      | Hélio Castroneves | Team Penske            | Chevrolet  |
| 4      | Conor Daly        | A. J. Foyt Enterprises | Chevrolet  |
| 12     | Will Power        | Team Penske            | Chevrolet  |
| 14     | Carlos Muñoz      | A. J. Foyt Enterprises | Chevrolet  |
| 20     | Ed Carpenter      | Ed Carpenter Racing    | Chevrolet  |
| 21     | J. R. Hildebrand  | Ed Carpenter Racing    | Chevrolet  |

### Privater Test, 3. Mai
Am 3. Mai führte Fernando Alonso einen privaten Test auf dem IMS durch.

## Training

### Montag, 15. Mai
- Wetter: 28 °C, sonnig

Das Training begann um 12 Uhr mit einer Session für die Rookies. Von 14 bis 18 Uhr war die Strecke dann für alle Fahrer freigegeben. Juan Pablo Montoya war der erste Fahrer auf der Strecke. Um ungefähr 16 Uhr kam es zum ersten Unfall. Jack Harvey touchierte nach einem technischen Problem die Wand in Kurve 2, worauf er sich drehte. Harvey blieb dabei unverletzt. Gut eine Stunde später kam es zu einem Motorschaden am Fahrzeug von Graham Rahal, wodurch sein Trainingstag auch frühzeitig beendet wurde.
Marco Andretti fuhr die schnellste Rundenzeit mit einer Durchschnittsgeschwindigkeit von 226,338 Meilen pro Stunde (364,256 km/h). Tony Kanaan fuhr mit 223,554 mph (359,775 km/h) die schnellste Runde, welche nicht durch das Verwenden des Windschattens erreicht wurde (sogenannte no-tow lap).

### Dienstag, 16. Mai
- Wetter: 30 °C, sonnig und windig

Bedingt durch die höheren Temperaturen und den stärkeren Wind waren die Geschwindigkeiten etwas niedriger als noch am Vortag. Zach Veach und Harvey absolvierten beide ihre Rookie-Ausbildung. Nachdem am Tag zuvor noch Honda an der Spitze war, belegte nun Chevrolet die drei Top-Positionen. Will Power fuhr die schnellste Runde des Tages mit 224,656 mph (361,549 km/h). Ed Carpenter gelang die schnellste no-tow lap des Tages mit 222,842 mph (361,848 km/h).

### Mittwoch, 17. Mai
- Wetter: 28 °C, teilweise bewölkt mit starken Windböen

Windböen von bis zu 72 km/h führten dazu, dass nur 21 Fahrer auf die Strecke gingen und nur 14 davon eine gezeitete Runde fuhren. Daher wurden am gesamten Tag lediglich 408 Runden gefahren. Team Penske nahm am Training nicht teil, Fernando Alonso war der einzige Fahrer von Andretti Autosport, welcher eine gezeitete Runde fuhr. Ed Carpenter war der schnellste Fahrer des Tages mit 222,894 mph (358,713 km/h), die ohne Windschatten gefahren wurden.

### Donnerstag, 18. Mai
- Wetter: 30 °C, überwiegend sonnig

Zum ersten Mal fuhren sämtliche Fahrzeuge zumindest eine Installationsrunde, da Buddy Lazier seine ersten Runden auf der Strecke fuhr. Kurz nach 13 Uhr kam es zum ersten größeren Unfall, als Josef Newgarden die Kontrolle über seinen Wagen in Kurve 1 verlor und sich in die SAFER Barrier drehte. Dabei rutschte das Auto weiter Richtung Kurve 2, wo er nochmals Kontakt mit der Wand hatte. Newgarden blieb unverletzt. Sébastien Bourdais hatte später in der Session einen Motorschaden auf der Gegengeraden. Jay Howard fuhr die schnellste Runde des Tages mit 226,744 mph (364,957 km/h). Takuma Satō war mit 224,734 mph (361,674 km/h) die schnellste no-tow lap gelungen.

### Fast Friday – Freitag, 19. Mai
- Wetter: 25 °C, Gewitter am frühen Nachmittag

Das Training begann um 12 Uhr, wobei sich eine Regenfront bereits der Strecke näherte. Die Fahrzeuge waren nun mit einem Ladedruck von 140 kPa (anstelle der 130 kPa der ersten Trainings) unterwegs. Bourdais fuhr mit 233,116 mph (375,164 km/h) die schnellste Runde, während Ryan Hunter-Reay mit 231,273 mph (372,198 km/h) die schnellste no-tow lap fuhr. Harveys Honda erlitt nach nur elf gefahrenen Runden einen Motorschaden. Um etwa 13:30 Uhr wurde die Session wegen eines starken Gewitters unterbrochen. Die Gewitterzelle zog relativ schnell über den Speedway, sodass die Strecke um 16:30 Uhr wieder freigegeben werden konnte. In der verbleibenden Zeit kam es zu zwei Unfällen. Spencer Pigot drehte sich in Kurve 2 in die Streckenbegrenzung. Zach Veach schlug in Kurve 1 in die Mauer ein. Beide Fahrer blieben unverletzt, die Fahrzeuge waren jedoch stark beschädigt. Nach Abschluss des Trainings wurde im Pagoda Plaza die Auslosung für die Qualifikation durchgeführt.

## Qualifikation

### Samstag, 20. Mai
- Wetter: 27 °C, starker Regen am Morgen und frühen Nachmittag, später teils bewölkt

Der Start der Qualifikation wurde wegen des Wetters auf 16:01 Uhr verschoben. Durch die Verzögerung bekamen sämtliche Fahrer nur einen Qualifikationsversuch. Die Qualifikation wurde von einem schweren Unfall von Bourdais überschattet. Nachdem er während der ersten beiden fliegenden Runden seines Versuches die zwei schnellsten Runden des Tages gefahren hatte, verlor er während der dritten Runde in Kurve 2 die Kontrolle über sein Fahrzeug. Der Honda begann zu übersteuern, worauf er versuchte, durch eine Gegenlenkbewegung sein Auto unter Kontrolle zu bringen. Dabei brach das Auto zur rechten Seite aus und prallte in einem spitzen Winkel bei einer Geschwindigkeit von etwa 227 mph (365 km/h) in die SAFER Barrier. Das Fahrzeug rutschte der Streckenbegrenzung entlang und bekam Unterluft, wodurch es sich einmal überschlug, ehe es etwa in der Hälfte der Gegengeraden zum Stillstand kam. Bourdais war während der ganzen Zeit bei Bewusstsein und wurde wegen seiner Verletzungen in das Indiana University Health Methodist Hospital eingeliefert, wo mehrere Beckenbrüche und eine Fraktur der Hüfte festgestellt wurde. Er wird voraussichtlich für den Rest der Saison keine Rennen mehr bestreiten.
Trotz der Honda-Dominanz während der Trainings fuhr Ed Carpenter in einem Chevrolet die schnellste Qualifikationszeit. Ihm gelang ein Versuch über vier Runden mit einem Schnitt von 230,468 mph (370,902 km/h).
| Pos.             | Fahrer             | Team                           | Hersteller | mph          |
| ---------------- | ------------------ | ------------------------------ | ---------- | ------------ |
| 1                | Ed Carpenter       | Ed Carpenter Racing            | Chevrolet  | 230,468      |
| 2                | Takuma Satō        | Andretti Autosport             | Honda      | 230,382      |
| 3                | Scott Dixon        | Chip Ganassi Racing            | Honda      | 230,333      |
| 4                | J. R. Hildebrand   | Ed Carpenter Racing            | Chevrolet  | 230,205      |
| 5                | Alexander Rossi    | Andretti Herta Autosport       | Honda      | 230,148      |
| 6                | Will Power         | Team Penske                    | Chevrolet  | 230,072      |
| 7                | Fernando Alonso    | Andretti Autosport             | Honda      | 230,034      |
| 8                | Tony Kanaan        | Chip Ganassi Racing            | Honda      | 230,007      |
| 9                | Marco Andretti     | Andretti Autosport             | Honda      | 229,924      |
| Positionen 10–33 |                    |                                |            |              |
| 10               | Ed Jones           | Dale Coyne Racing              | Honda      | 229,717      |
| 11               | Charlie Kimball    | Chip Ganassi Racing            | Honda      | 229,713      |
| 12               | Max Chilton        | Chip Ganassi Racing            | Honda      | 229,636      |
| 13               | Ryan Hunter-Reay   | Andretti Autosport             | Honda      | 229,533      |
| 14               | Hélio Castroneves  | Team Penske                    | Chevrolet  | 229,390      |
| 15               | Mikhail Aleshin    | Schmidt Peterson Motorsports   | Honda      | 229,217      |
| 16               | Graham Rahal       | Rahal Letterman Lanigan Racing | Honda      | 228,835      |
| 17               | Josef Newgarden    | Team Penske                    | Chevrolet  | 228,696      |
| 18               | Juan Pablo Montoya | Team Penske                    | Chevrolet  | 228,645      |
| 19               | James Hinchcliffe  | Schmidt Peterson Motorsports   | Honda      | 228,557      |
| 20               | Simon Pagenaud     | Team Penske                    | Chevrolet  | 228,393      |
| 21               | Sage Karam         | Dreyer & Reinbold Racing       | Chevrolet  | 227,943      |
| 22               | Jay Howard         | Schmidt Peterson Motorsports   | Honda      | 227,853      |
| 23               | Carlos Muñoz       | A. J. Foyt Enterprises         | Chevrolet  | 227,438      |
| 24               | Oriol Servià       | Rahal Letterman Lanigan Racing | Honda      | 227,150      |
| 25               | Jack Harvey        | Andretti Autosport             | Honda      | 226,894      |
| 26               | Gabby Chaves       | Harding Racing                 | Chevrolet  | 226,875      |
| 27               | Conor Daly         | A. J. Foyt Enterprises         | Chevrolet  | 225,912      |
| 28               | Sebastián Saavedra | Juncos Racing                  | Chevrolet  | 225,815      |
| 29               | Spencer Pigot      | Juncos Racing                  | Chevrolet  | 223,631      |
| 30               | Buddy Lazier       | Lazier Partners Racing         | Chevrolet  | 221,427      |
| 31               | Pippa Mann         | Dale Coyne Racing              | Honda      | 219,282      |
|                  | Sébastien Bourdais | Dale Coyne Racing              | Honda      | Unfall       |
|                  | Zach Veach         | A. J. Foyt Enterprises         | Chevrolet  | kein Versuch |

### Sonntag, 21. Mai

#### Qualifikation Positionen 10 bis 33
- Wetter: 23 °C, Regen am Morgen, meist sonnig am Nachmittag

Das Warm-Up morgens musste aufgrund von Regen leicht verschoben werden. Danach war die Strecke jedoch trocken und die Qualifikation konnte wie geplant durchgeführt werden. Vor der Qualifikation gab Dale Coyne Racing bekannt, dass James Davison für den verletzten Bourdais einspringen würde. Da Davison seit 2015 nicht in der IndyCar Series gefahren war und er den refresher test nicht absolviert hatte, war es ihm nicht erlaubt, an der Qualifikation teilzunehmen, wodurch er auf Position 33 gesetzt war (mit Ausnahme des Falles, dass weitere Fahrerwechsel durchgeführt würden).
In der Qualifikation wurden grundsätzlich höhere Geschwindigkeiten als noch am Vortag erreicht, was mit den tieferen Temperaturen zusammenhing. Ryan Hunter-Reay war der schnellste Fahrer, mit einem Vierrundenschnitt von 231.442 mph (372.470 km/h), beinahe eine ganze Meile pro Stunde schneller als alle anderen in der Gruppe. Es kam zu keinen größeren Zwischenfällen, jedoch touchierten einige Fahrer, unter anderem Jack Harvey und Charlie Kimball, die Wand in Kurve 2.
| Pos.             | Fahrer             | Team                           | Hersteller       | mph              |                  |
| Positionen 10–33 | Positionen 10–33   | Positionen 10–33               | Positionen 10–33 | Positionen 10–33 | Positionen 10–33 |
| ---------------- | ------------------ | ------------------------------ | ---------------- | ---------------- | ---------------- |
| 10               | Ryan Hunter-Reay   | Andretti Autosport             | Honda            | 231.442          |                  |
| 11               | Ed Jones           | Dale Coyne Racing              | Honda            | 230.578          |                  |
| 12               | Oriol Servià       | Rahal Letterman Lanigan Racing | Honda            | 230.309          |                  |
| 13               | Mikhail Aleshin    | Schmidt Peterson Motorsports   | Honda            | 230.271          |                  |
| 14               | Graham Rahal       | Rahal Letterman Lanigan Racing | Honda            | 230.253          |                  |
| 15               | Max Chilton        | Chip Ganassi Racing            | Honda            | 230.068          |                  |
| 16               | Charlie Kimball    | Chip Ganassi Racing            | Honda            | 229.956          |                  |
| 17               | James Hinchcliffe  | Schmidt Peterson Motorsports   | Honda            | 229.860          |                  |
| 18               | Juan Pablo Montoya | Team Penske                    | Chevrolet        | 229.565          |                  |
| 19               | Hélio Castroneves  | Team Penske                    | Chevrolet        | 229.515          |                  |
| 20               | Jay Howard         | Schmidt Peterson Motorsports   | Honda            | 229.414          |                  |
| 21               | Sage Karam         | Dreyer & Reinbold Racing       | Chevrolet        | 229.380          |                  |
| 22               | Josef Newgarden    | Team Penske                    | Chevrolet        | 228.501          |                  |
| 23               | Simon Pagenaud     | Team Penske                    | Chevrolet        | 228.093          |                  |
| 24               | Carlos Muñoz       | A. J. Foyt Enterprises         | Chevrolet        | 227.921          |                  |
| 25               | Gabby Chaves       | Harding Racing                 | Chevrolet        | 226.921          |                  |
| 26               | Conor Daly         | A. J. Foyt Enterprises         | Chevrolet        | 226.439          |                  |
| 27               | Jack Harvey        | Andretti Autosport             | Honda            | 225.742          |                  |
| 28               | Pippa Mann         | Dale Coyne Racing              | Honda            | 225.008          |                  |
| 29               | Spencer Pigot      | Juncos Racing                  | Chevrolet        | 224.052          |                  |
| 30               | Buddy Lazier       | Lazier Partners Racing         | Chevrolet        | 223.417          |                  |
| 31               | Sebastián Saavedra | Juncos Racing                  | Chevrolet        | 221.142          |                  |
| 32               | Zach Veach         | A. J. Foyt Enterprises         | Chevrolet        | 221.081          |                  |
|                  | James Davison      | Dale Coyne Racing              | Honda            |                  |                  |

#### Fast Nine
Scott Dixon erzielte die Pole-Position mit einem Vierrundenschnitt von 232,164 mph (373,632 km/h). Dabei handelte es sich um die schnellste Qualifying Zeit in Indianapolis seit Arie Luyendyks Pole-Position im Jahre 1996. Dixons erste der vier gezeiteten Runden war mit 232.565 mph (374.277 km/h) außerdem die schnellste Runde seit Luyendyks Rundenrekord von 237,498 mph (382,216 km/h). Zudem war es die drittschnellste Pole-Position in der Geschichte des Indy 500, hinter Scott Braytons im Jahre 1996 und Roberto Guerrero im Jahre 1992. Neben Dixon qualifizierten sich Ed Carpenter und der Sieger des Vorjahres, Alexander Rossi für die erste Startreihe.
Bei Alonso, der sich schlussendlich an fünfter Stelle qualifizierte, wurde eineinhalb Stunden vor der technischen Abnahme der Motor gewechselt, nachdem die Ingenieure sich die Daten nochmals angesehen hatten. Dem Team gelang es, den Motor in der zur Verfügung stehenden Zeit zu wechseln, wurden aber nur wenige Minuten vorher fertig. Takuma Satō war während seines Versuchs sehr schnell und unterwegs zu einem Startplatz in der ersten Reihe. Jedoch bekam er immer mehr Mühe, sodass er in Kurve 2 die SAFER Barrier touchierte.
| Pos.               | Fahrer             | Team                     | Hersteller         | mph                |                    |
| Fast Nine Shootout | Fast Nine Shootout | Fast Nine Shootout       | Fast Nine Shootout | Fast Nine Shootout | Fast Nine Shootout |
| ------------------ | ------------------ | ------------------------ | ------------------ | ------------------ | ------------------ |
| 1                  | Scott Dixon        | Chip Ganassi Racing      | Honda              | 232.164            |                    |
| 2                  | Ed Carpenter       | Ed Carpenter Racing      | Chevrolet          | 231.664            |                    |
| 3                  | Alexander Rossi    | Andretti Herta Autosport | Honda              | 231.487            |                    |
| 4                  | Takuma Satō        | Andretti Autosport       | Honda              | 231.365            |                    |
| 5                  | Fernando Alonso    | Andretti Autosport       | Honda              | 231.300            |                    |
| 6                  | J. R. Hildebrand   | Ed Carpenter Racing      | Chevrolet          | 230.889            |                    |
| 7                  | Tony Kanaan        | Chip Ganassi Racing      | Honda              | 230.828            |                    |
| 8                  | Marco Andretti     | Andretti Autosport       | Honda              | 230.474            |                    |
| 9                  | Will Power         | Team Penske              | Chevrolet          | 230.200            |                    |

## Rennen

### Runden 1–50
Die Temperaturen am Renntag befanden sich bei leicht über 20 °C, wobei der Himmel bewölkt war. Das erste Mal seit 2014 waren alle 33 Fahrzeuge am Start des Rennens dabei. Scott Dixon blieb in Führung, während Will Power ein sehr guter Start gelang, bei welchem er sich von der neunten auf die zweite Position vorarbeitete. Daraufhin wurde er aber relativ schnell wieder zurückgereicht. In Runde 6 kam es zum ersten Führungswechsel, als Tony Kanaan seinen Teamkollegen Dixon überholte. Fernando Alonso, der einen schlechten Start erwischt hatte, arbeitete sich langsam nach vorne und war in Runde 19 auf Position 6 angelangt. In Runde 29 war Kanaan der erste Fahrer der Führungsgruppe, der die Boxengasse aufsuchte. Nach der ersten Boxenstopp-Runde führte schließlich Ed Carpenter das Rennen an. Jay Howard ging das Benzin aus, was ihm mehrere Runden Rückstand einbrachte. In Runde 37 ging Alonso in Führung, wobei er sechs Runden später von Alexander Rossi abgelöst wurde, ehe er in Runde 48 wieder die Führung übernahm.

### Runden 51–100
In Runde 53 wurde Jay Howard von Ryan Hunter-Reay in Kurve 1 überholt. Dabei geriet Howard von der Ideallinie und schlug leicht mit der rechten Seite des Autos in die SAFER Barrier ein. Von der Mauer prallte das Auto zurück auf die Strecke. Scott Dixon konnte nicht mehr ausweichen und kollidierte mit Howard. Dabei wurde Dixons Fahrzeug in die Luft katapultiert und landete seitlich auf der inneren Streckenbegrenzung in Kurve 2, wobei das Fahrzeug einen Teil des Fangzauns zerstörte. Sein Auto überschlug sich, ehe er zum Stillstand kam. Die Wucht des Aufpralls riss beinahe die ganze Heckpartie des Fahrzeuges ab, inklusive des Motors. Beide Fahrer blieben unverletzt und konnten ihre Fahrzeuge aus eigener Kraft verlassen. Jedoch wurde das Rennen mit der roten Flagge gestoppt, um Reparaturarbeiten am Fangzaun durchführen zu können. Nach etwa 20 Minuten wurde das Rennen unter gelb wieder fortgesetzt. Hélio Castroneves, der während des Unfalls unter dem sich in der Luft befindenden Dixon durchgefahren und dadurch auf die Wiese gefahren war, musste leichte Reparaturen am Auto vornehmen lassen, wodurch er zurück auf den 22. Platz fiel. Beim Unfall verletzte sich ein Fotograf leicht, der hinter dem Fangzaun gestanden hatte, er wurde zur Sicherheit im Medical Center untersucht.
Als das Rennen wieder aufgenommen wurde, war Alonso weiterhin in Führung, vor seinen Teamkollegen Takuma Satō und Alexander Rossi. Nachdem Rossi die Führung in Runde 61 übernommen hatte, ging Satō in Runde 65 zum ersten Mal in diesem Rennen in Führung. Zwei Runden darauf kam es zur zweiten Gelbphase des Rennens. Conor Daly verlor die Kontrolle über sein Fahrzeug in Kurve 3 und kollidierte mit der Außenmauer. Beim Versuch, den umherfliegenden Teilen auszuweichen, drehte sich Jack Harvey und prallte in die Begrenzungsmauer auf der Innenseite der Strecke. Somit waren beide Fahrzeuge aus dem Rennen. Während der Gelbphase erhielt Castroneves eine Durchfahrtstrafe, da er beim vorhergehenden Neustart zu früh losgefahren war.
Während des Neustarts ging Rossi an Satō vorbei und übernahm die Führung. Die nächste Gelbphase kam kurz danach in Runde 81, als sich ein Winglet von Marco Andrettis Fahrzeug löste und auf der Strecke liegenblieb. Die meisten Fahrer kamen an die Boxen. Will Power, Max Chilton und Castroneves blieben jedoch draußen, da sie nur sechs Runden vorher bereits an den Boxen gewesen waren. Während des Neustarts ging Chilton sofort in Führung, doch in Runde 86 waren die Spitzenfahrzeuge, welche zuvor gestoppt hatten, wieder an der Spitze. Power wurde nach hinten durchgereicht, während Castroneves und Chilton sich im vorderen Teil des Feldes halten konnten. In Runde 96 ging Castroneves in Führung, nachdem er Hunter-Reay überholt hatte.

### Runden 101 – 150
Da Castroneves auf einer anderen Strategie war, kam er in Runde 104 an die Boxen und gab so seine Führung wieder an Hunter-Reay ab. Wenige Runden später kam der größte Teil des Feldes an die Box. Daraufhin führte Hunter-Reay mit mehr als drei Sekunden Vorsprung vor seinem Teamkollegen Rossi. Alonso, Castroneves und Power waren zu diesem Zeitpunkt die weiteren Fahrer in den Top 5. Es gab abermals eine Gelbphase, als in Runde 122 Buddy Lazier die Kontrolle über sein Fahrzeug in Kurve 2 verlor und in die Begrenzungsmauer prallte. Während der Gelbphase endete das Rennen auch für Sage Karam, der mit einem Batteriedefekt ausschied. In Runde 129 wurde das Rennen wieder freigegeben. Hunter-Reay lag vor Alonso und Rossi. Eine Runde später ging Alonso wieder in Führung, bevor eine erneute Gelbphase angezeigt wurde. Erneut lagen Fahrzeugteile auf der Strecke. Das Rennen wurde in Runde 135 wieder freigegeben. Alonso und Hunter-Reay duellierten sich um die Führung, bevor sich Alonso diese in Runde 136 sichern konnte. In derselben Runde erlitt Hunter-Reay auf der Gegengerade einen Motorschaden, er musste sein Auto kurz vor der Boxeneinfahrt abstellen. Erneut gab es eine Gelbphase, und die meisten Fahrzeuge der Spitzengruppe fuhren an die Box. Rossi hatte große Probleme beim Nachtanken, wodurch er aus den Top 20 herausfiel. Mehrere Fahrer entschieden sich dafür, nicht an die Box zu kommen, darunter Max Chilton, Charlie Kimball, J. R. Hildebrand, James Davison und Ed Jones. Beim Restart ging Kimball an Chilton vorbei, doch das Pace Car kam sogleich wieder auf die Strecke, da Carpenter die Kontrolle verloren und den neben ihm fahrenden Mikhail Aleshin seitlich touchiert hatte. Carpenter beschädigte sich dabei den Frontflügel und Aleshins Fahrzeug nahm Schaden am Seitenkasten. Das Rennen wurde in Runde 147 fortgesetzt und Chilton ging vorbei an Kimball, wodurch er die Führung wieder übernahm. Graham Rahal schleppte sein Fahrzeug mit einem sich anbahnenden Reifenschaden in Runde 149 an die Box.

### Runden 151 – 200
Als Chilton in Runde 166 zu seinem letzten Boxenstopp kam, ging James Davison in Führung. Mit seiner Führungsrunde war er der erste Fahrer seit Tom Sneva im Jahr 1980, der vom letzten Platz ins Indy 500 gestartet war und eine Runde geführt hatte. Kurz darauf erlitt Kimball einen Motorschaden und verursachte somit eine weitere Gelbphase. Beinahe zur selben Zeit rollte Zach Veach auf der Gegengeraden aus, wodurch auch sein Rennen beendet war. Beinahe das gesamte Feld entschied sich, an die Boxen zu kommen. Jones und Castroneves kamen als erste wieder aus der Boxengasse. Chilton, der gerade zuvor an der Box gewesen war, entschied sich draußen zu bleiben und ging somit wieder in Führung.
Das Rennen wurde mit Chilton in Führung wieder aufgenommen. Castroneves befand sich im Duell mit Jones und Satō. In Runde 179 kam es zum dritten Motorschaden eines Fahrzeugs mit Honda-Motor, dieses Mal erwischte es Alonso. Alonso stellte seinen Wagen auf dem Gras an der Innenseite der Strecke ab und stieg aus. Die Zuschauer würdigten die Leistung des Indianapolis- und IndyCar-Debüttanten mit stehenden Ovationen.
Das Rennen wurde in Runde 184 wieder freigegeben. In Kurve 1 kam es zu einer Berührung zwischen Davison und Oriol Servià, was zu einem Unfall führte, in welchen auch Will Power, James Hinchcliffe und Josef Newgarden involviert waren. Newgarden war der einzige der fünf Fahrer, der das Rennen anschließend fortsetzen konnte. Jedoch lag er nach der Reparatur mehrere Runden zurück.
Elf Runden vor dem Ende wurde das Rennen wieder freigegeben, wobei Chilton vor Satō in Führung lag. In Runde 192 ging Castroneves an Satō vorbei und übernahm den zweiten Platz. In der darauffolgenden Runde ging Castroneves in Führung. Kurz darauf ging aber auch Satō an Chilton vorbei, eine weitere Runde später ging er wieder in Führung. Drei Runden vor Schluss versuchte Castroneves nochmals an Satō vorbeizukommen, dies gelang ihm jedoch nicht, was dazu führte, dass eine kleine Lücke zwischen ihm und Satō entstand. Zwar kam Castroneves wieder näher heran, aber Satō gewann das Rennen mit einem Vorsprung von 0,2011 Sekunden vor Castroneves und Jones. Mit Satō gewann zum ersten Mal ein Asiate das Indianapolis 500. Es war auch das erste Mal seit 2011, dass der Gewinner in einer der vordersten drei Reihen gestartet war.

### Ergebnis
| Pos. | Nr. | Fahrer             | Team                                        | Hersteller | Runden | Zeit         | Boxenstopps | Start | Führungsrunden | Punkte |
| ---- | --- | ------------------ | ------------------------------------------- | ---------- | ------ | ------------ | ----------- | ----- | -------------- | ------ |
| 1    | 26  | Takuma Satō        | Andretti Autosport                          | Honda      | 200    | 3:13:03.3584 | 7           | 4     | 17             | 137    |
| 2    | 3   | Hélio Castroneves  | Team Penske                                 | Chevrolet  | 200    | +0.2011      | 9           | 19    | 9              | 96     |
| 3    | 19  | Ed Jones           | Dale Coyne Racing                           | Honda      | 200    | +0.5278      | 9           | 11    | 0              | 93     |
| 4    | 8   | Max Chilton        | Chip Ganassi Racing                         | Honda      | 200    | +1.1365      | 7           | 15    | 50             | 86     |
| 5    | 10  | Tony Kanaan        | Chip Ganassi Racing                         | Honda      | 200    | +1.6472      | 7           | 7     | 22             | 91     |
| 6    | 22  | Juan Pablo Montoya | Team Penske                                 | Chevrolet  | 200    | +1.7154      | 7           | 18    | 1              | 73     |
| 7    | 98  | Alexander Rossi    | Andretti Herta Autosport                    | Honda      | 200    | +2.4222      | 7           | 3     | 23             | 91     |
| 8    | 27  | Marco Andretti     | Andretti Autosport                          | Honda      | 200    | +2.5410      | 7           | 8     | 0              | 76     |
| 9    | 88  | Gabby Chaves       | Harding Racing                              | Chevrolet  | 200    | +3.8311      | 8           | 25    | 0              | 53     |
| 10   | 14  | Carlos Muñoz       | A. J. Foyt Enterprises                      | Chevrolet  | 200    | +4.5319      | 8           | 24    | 0              | 50     |
| 11   | 20  | Ed Carpenter       | Ed Carpenter Racing                         | Chevrolet  | 200    | +4.6228      | 10          | 2     | 5              | 79     |
| 12   | 15  | Graham Rahal       | Rahal Letterman Lanigan Racing              | Honda      | 200    | +5.0310      | 9           | 14    | 2              | 57     |
| 13   | 7   | Mikhail Aleshin    | Schmidt Peterson Motorsports                | Honda      | 200    | +5.6993      | 8           | 13    | 0              | 55     |
| 14   | 1   | Simon Pagenaud     | Team Penske                                 | Chevrolet  | 200    | +6.0513      | 9           | 23    | 0              | 43     |
| 15   | 17  | Sebastián Saavedra | Juncos Racing                               | Chevrolet  | 200    | +12.6668     | 11          | 31    | 0              | 33     |
| 16   | 21  | J. R. Hildebrand   | Ed Carpenter Racing                         | Chevrolet  | 200    | +33.2191     | 8           | 6     | 2              | 61     |
| 17   | 63  | Pippa Mann         | Dale Coyne Racing                           | Honda      | 199    | +1 Runde     | 13          | 28    | 0              | 32     |
| 18   | 11  | Spencer Pigot      | Juncos Racing                               | Chevrolet  | 194    | + 6 Runden   | 14          | 29    | 0              | 29     |
| 19   | 2   | Josef Newgarden    | Team Penske                                 | Chevrolet  | 186    | +14 Runden   | 9           | 22    | 0              | 34     |
| 20   | 18  | James Davison      | Dale Coyne Racing                           | Honda      | 183    | Unfall       | 10          | 33    | 2              | 21     |
| 21   | 16  | Oriol Servià       | Rahal Letterman Lanigan Racing              | Honda      | 183    | Unfall       | 7           | 12    | 0              | 40     |
| 22   | 5   | James Hinchcliffe  | Schmidt Peterson Motorsports                | Honda      | 183    | Unfall       | 8           | 17    | 0              | 33     |
| 23   | 12  | Will Power         | Team Penske                                 | Chevrolet  | 183    | Unfall       | 7           | 9     | 2              | 41     |
| 24   | 29  | Fernando Alonso    | McLaren-Honda-Andretti                      | Honda      | 179    | Defekt       | 7           | 5     | 27             | 47     |
| 25   | 83  | Charlie Kimball    | Chip Ganassi Racing                         | Honda      | 166    | Defekt       | 6           | 16    | 5              | 29     |
| 26   | 40  | Zach Veach         | A. J. Foyt Enterprises                      | Chevrolet  | 155    | Defekt       | 12          | 32    | 0              | 12     |
| 27   | 28  | Ryan Hunter-Reay   | Andretti Autosport                          | Honda      | 136    | Defekt       | 5           | 10    | 28             | 35     |
| 28   | 24  | Sage Karam         | Dreyer & Reinbold Racing                    | Chevrolet  | 125    | Defekt       | 5           | 21    | 0              | 23     |
| 29   | 44  | Buddy Lazier       | Lazier Partners Racing                      | Chevrolet  | 118    | Unfall       | 5           | 30    | 0              | 14     |
| 30   | 4   | Conor Daly         | A. J. Foyt Enterprises                      | Chevrolet  | 65     | Unfall       | 3           | 26    | 0              | 18     |
| 31   | 50  | Jack Harvey        | Michael Shank Racing mit Andretti Autosport | Honda      | 65     | Unfall       | 3           | 27    | 0              | 17     |
| 32   | 9   | Scott Dixon        | Chip Ganassi Racing                         | Honda      | 52     | Unfall       | 1           | 1     | 5              | 53     |
| 33   | 77  | Jay Howard         | Schmidt Peterson Motorsports                | Honda      | 45     | Unfall       | 2           | 20    | 0              | 24     |